# 아시프 맨드비
아시프 만드비(영어: Aasif Mandvi, 영어 발음: /ˈmɑːndvi/, 1966년 3월 5일 ~ )는 미국의 배우이다.

## 출연 작품

### 영화
- 애널라이즈 디스 (1999)
- 인턴십 (2013)
- 블레이드 퍼피 워리어 (2022) - 목소리

### 텔레비전
- 브링크 (2015)